# Larbanois - Carrero
Larbanois & Carrero è un duo di musica popolare uruguayano composto da Eduardo Larbanois e Mario Carrero. Creato alla fine del 1977 e con una storia che si estende fino al presente, è riferimento artistico di diverse generazioni di musicisti uruguaiani.

## Storia
Mario Carrero è nato in Florida il 16 maggio 1952. Fin dalla più tenera età, trasferitosi a Montevideo, ha sviluppato la sua carriera da solista. In occasione della partecipazione al Festival de Paysandú, dove ha ricevuto il premio per la migliore voce, conosce Larbanois, che faceva parte del duo Los Eduardo.
Eduardo Larbanois è nato in Tacuarembó l'11 agosto 1953. È stato allievo di Abel Carlevaro e Esteban Klisich, tra gli altri. Ha fatto parte di un duo con Eduardo Lago, col quale ha registrato 3 LP e guadagnato qualche riconoscimento a livello regionale, coprendo una parte di Argentina e Uruguay.
Nel 1977, i musicisti decidono formare il duo, che si esibisce per la prima volta in un recital organizzato per studenti universitari nel Collegio San Juan Bautista nel 1978.
Il duo ha partecipato al film "Trovas por Leandro Gómez" con Carlos Maria Fossati, Carlos e Julio Mora Benavides, pubblicato nel 1978.

## Carriera
Durante 30 anni di spettacoli, il duo ha girato per quasi tutto il mondo, inclusi Australia, Nuova Zelanda, Stati Uniti, Canada, Cuba, Paraguay, Brasile, Argentina, tra gli altri. Ha pubblicato circa di 30 LP e condiviso il palco con una moltitudine di artisti stranieri, tra cui: Santiago Feliú, León Gieco, Paco Ibáñez, César Isella, Joan Manuel Serrat, Daniel Viglietti, Alfredo Zitarrosa, ed i fratelli Carlos e Pablo Enrique Mejía Godoy Milanés.

## Discografia

### In Uruguay
- Amigos (insieme a Carlos Benavides, Washington Benavides e Juan José de Mello, (1978)
- Larbanois - Carrero (1979)
- Cuando me pongo a cantar (1980)
- En Recital (con Vera Sienra), (1982)
- Antirutina (1983)
- Tanta vida en cuatro versos (1983)
- Pero andando vamos (1984)
- El hombre, digo (1986)
- Rambla sur (1988)
- Lo mejor de Larbanois - Carrero (1988)
- Da madrugadas (1990)
- Antología (1993)
- Antología 2 (1993)
- Identidades (1996)
- Cometas sobre los muros (1998)
- Canciones de Santamarta (2001)
- 25 años (2002)
- Coplas del fogón (2005)
- Concierto 30 años (DVD. Montevideo Music Group 2009)
- Historias (2 CD. Montevideo Music Group 2010)
- 4 en línea (DVD junto a Emiliano y El Zurdo. Montevideo Music Group 2011)
- 4 en línea (CD junto a Emiliano y El Zurdo. Montevideo Music Group 2012)

### In Argentina
- Larbanois-Carrero (1980)
- Cuando me uno cantar (1981)
- Anti rutina (1984)
- Pero andando vamos (1984)
- Canciones de Santamarta (Acqua Records), 2006)

### In Brasile
- La Comparsa (1980)
- Raíces clavadas bien Hondo (1982)
- El Dorado (con Belchior) (1990)
- Mercosul de canciones (1996)

### In Canada e negli Stati Uniti
- De Norte a Sur (1995)